# Fusarium bactridioides
Fusarium bactridioides är en svampart som beskrevs av Wollenw. 1934. Fusarium bactridioides ingår i släktet Fusarium och familjen Nectriaceae.   Inga underarter finns listade i Catalogue of Life.